# Jackie Speier

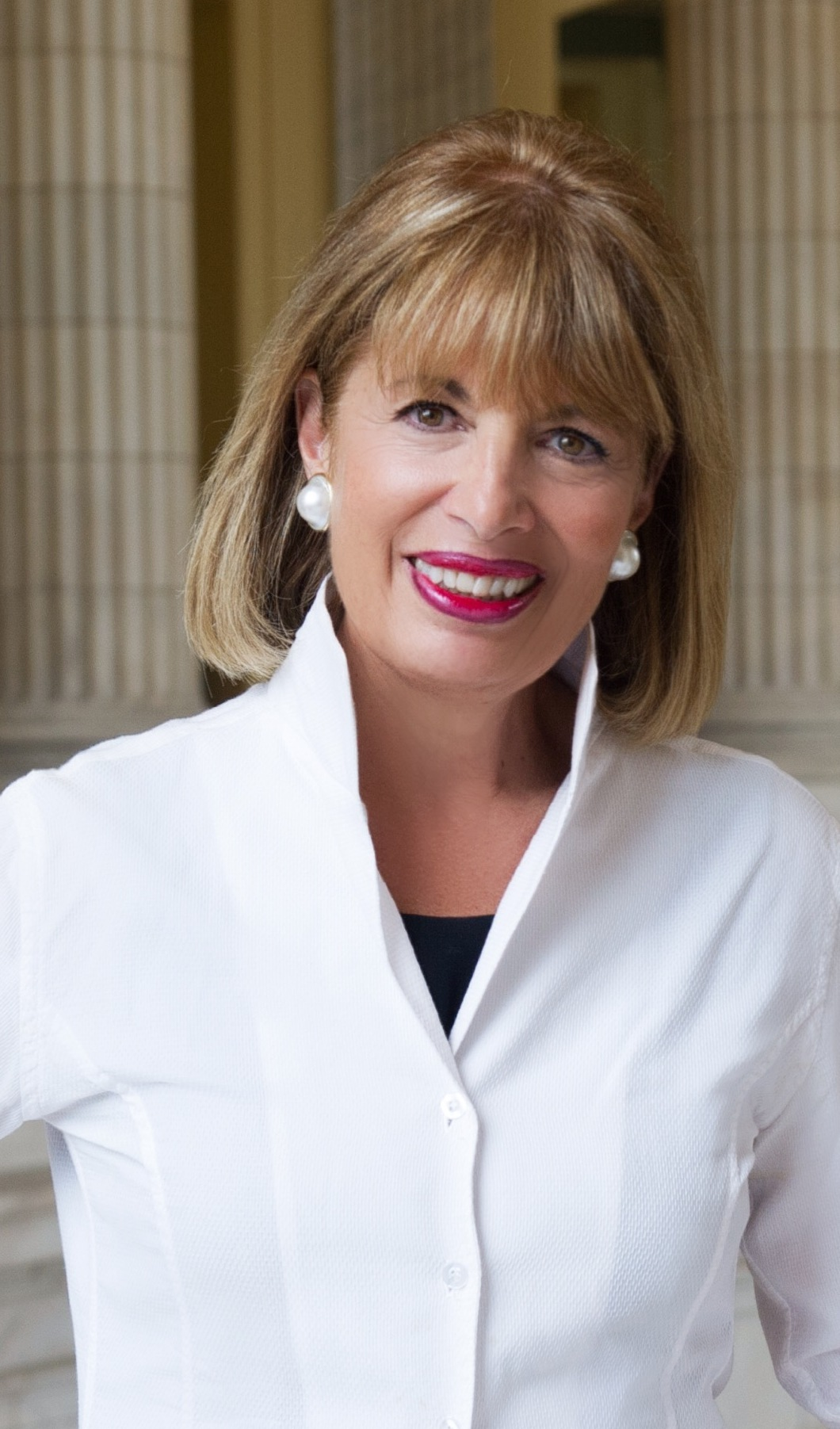
Jackie Speier 2015.

Karen Lorraine Jacqueline "Jackie" Speier, född 14 maj 1950 i San Francisco, Kalifornien, är en amerikansk demokratisk politiker. Hon representerar delstaten Kaliforniens tolfte distrikt i USA:s representanthus sedan 2008.
Speier gick i skola i Mercy High School i Burlingame. Hon avlade 1972 sin grundexamen vid University of California, Davis och 1976 sin juristexamen vid University of California Hastings School of Law. Hon var medarbetare åt kongressledamoten Leo Ryan 1973-1978. Ryan sköts 1978 till döds i samband med sekten Folkets tempels kollektiva självmord i Guyana. Speier deltog själv i uppdraget att undersöka sektens brott mot mänskliga rättigheter och sårades svårt efter att ha träffats av sektmedlemmarnas kulor men överlevde genom att låtsas att hon var död. Speier kandiderade i fyllnadsvalet för att efterträda Ryan i representanthuset men förlorade valet mot republikanen William Royer. Hon arbetade sedan som advokat i Kalifornien.
Speier var ledamot av California State Assembly, underhuset i delstatens lagstiftande församling, 1986-1998. Hon var sedan ledamot av delstatens senat 1998-2006. Hon kandiderade 2006 till viceguvernör i Kalifornien men förlorade i demokraternas primärval mot John Garamendi.
Kongressledamoten Tom Lantos avled 2008 i ämbetet. Speier vann fyllnadsvalet för att efterträda Lantos i representanthuset. Hon omvaldes i kongressvalet i USA 2008.
Speier är gift med Barry Dennis och har två barn. Hon är katolik av armenisk och judisk härkomst.